# اشکان (خواننده)
بابک اشکان با نام اصلی علی اشکانی (زادهٔ خرداد ماه ۱۳۲۸ – درگذشتهٔ تیر ماه ۱۳۸۱)، خوانندهٔ پاپ ایرانی در دههٔ ۵۰ شمسی بود.

## زندگی
بابک اشکان در خرداد ۱۳۲۸ متولد شد. وی که زیبایی صدای خود را از مادرش به ارث برده بود، در خیابان علمیهٔ شهرستان نکا زندگی می‌کرد و پدرش رانندهٔ کامیون بود. صدای او در مدرسه کشف شد و در اردوی دانش آموزی رامسر به گوش همگان رسید تا پایش در اوایل دههٔ پنجاه به تهران برسد. او با ترانهٔ «اولین و آخرین» در فیلم تنها حامی پا به عرصهٔ هنر و موسیقی گذاشت که آهنگش از بابک بیات و ترانه‌اش از ایرج جنتی عطایی بود.
وی در آن زمان با شرکت در برنامه‌های تلویزیونی پنجره‌ها و برنامه‌های رادیویی فریدون فرخزاد چهرهٔ مستعدی از خود نشان داد.
بابک اشکان بیش از ۶۷ ترانه تا سال ۱۳۵۷ خوانده‌است که حاصل همکاری او با آهنگسازان بنامی چون عباس تجویدی، بابک بیات، سلیمان اکبری، لقمان ادهمی، طوفان، عماد رام، فریدون خشنود و ترانه سرایانی چون ایرج جنتی عطایی، منصور تهرانی، جهانبخش پازوکی، معینی کرمانشاهی، اردلان سرفراز و مسعود فردمنش می‌باشد.
بابک بیات نام هنری «اشکان» را برای او انتخاب کرد. از او دختری بنام نازنین و پسرانی به نام‌های شروین و شهاب به یادگار مانده‌است. 
اشکان در سال ۱۳۸۱ در ایران درگذشت.

## آلبوم‌ها

### حریر سبز
| نام ترانه     | ترانه‌سرا        | آهنگ‌ساز        | تنظیم‌       |
| ------------- | --------------- | -------------- | ----------- |
| گرفتار        | جهانبخش پازوکی  | جهانبخش پازوکی | ناصر چشم‌آذر |
| خنده و گریه   | معینی کرمانشاهی | عماد رام       |             |
| اولین و آخرین | ایرج جنتی عطائی | بابک بیات      | بابک بیات   |
| دل صد ساله    | منصور تهرانی    | طوفان          | ناصر چشم‌آذر |
| همدرد         | اردلان سرفراز   | فریدون خشنود   |             |
| داغ           | مسعود فردمنش    | سلیمان اکبری   |             |
| حریر سبز      | زینعلی          | صفری           |             |
| امید          | ناصری           | سلیمان اکبری   |             |